# Laurence Farreng
Laurence Farreng (nascuda el 6 de setembre de 1966 a Nimes) és una política francesa del Moviment Demòcrata (MoDem) que és membre del Parlament Europeu des del maig de 2019, després d'haver estat escollidaa la llista de Renew Europe. Va ser reescollida el 2024. També és regidora de l'ajuntament de Pau i regidora de la Comunitat de l'Aglomeració Pau Béarn Pyrénées.

## Trajectòria
Farreng va començar la seva carrera al grup Euro-RSCG i després va treballar en agències independents en estratègies per a empreses de béns de consum, especialment en la indústria alimentària, així com amb institucions i organitzacions públiques locals.
Farreng es va presentar al consistori de Pau a les eleccions municipals del 2014. Elegida a Pau a la llista de François Bayrou com a tinent d'alcalde, ha optat per utilitzar els seus 20 anys d'experiència en comunicació per a la seva ciutat el 2015. Després es va convertir en directora de Comunicació, Esdeveniments i Protocol de la ciutat de Pau.
Atenta al desenvolupament de les relacions de les autoritats locals amb Europa, que ella veu com un dels pilars indispensables per al desenvolupament dels territoris, Farreng va fundar l'associació "Bonjour l'Europe" que promou i facilita als joves l'experiència d'estudis, pràctiques i treball a ciutats i universitats d'altres països del continent.
Farreng va ser elegida per segona vegada a l'Ajuntament de Pau el 2020, encara a la llista de François Bayrou, i també va obtenir un escó al Consell Comunitari de l'aglomeració Pau Béarn Pyrénées.

### Eurodiputada
El 2019, Farreng va ser escollida diputada al Parlament Europeu, en la 15a posició de la llista Renew Europe.
Al parlament, Farreng és actualment coordinadora del seu grup polític (Renew Europe) a la Comissió de Cultura, Educació, Joventut i Esport, de la qual és membre de ple dret. També és membre suplent del Comitè de Desenvolupament Regional. Des del 2021, forma part de la delegació del Parlament a la Conferència sobre el Futur d'Europa.
Com a part del treball de la seva comissió, Farreng és responsable del seu grup polític de les negociacions del programa Erasmus+ 2021-2027. El 2020, en el marc del Pacte Verd Europeu, va ser la ponent sobre mesures efectives per ecologitzar els programes europeus d'educació i cultura, Erasmus+, Europa Creativa i el Cos Europeu de Solidaritat.
A més de les seves tasques de comissió, Farreng és membre de la delegació del Parlament Europeu per a les relacions amb l'Índia i membre suplent de la delegació per a les relacions amb la península de Corea. També és membre del grup de diputats contra el càncer, de l'Intergrup del Parlament Europeu sobre Intel·ligència Artificial i Digital, de l'Intergrup del Parlament Europeu sobre Canvi Climàtic, Biodiversitat i Desenvolupament Sostenible, del Fòrum Europeu d'Internet i del Grup Spinelli.